# FHSS
FHSS (Frequency Hopping Spread Spectrum) je jedna z metod přenosu v rozprostřeném spektru. Její princip spočívá v přeskakování mezi několika frekvencemi při přenosu bitu nebo bitů. Existují 2 verze:
- Fast Hopping (FFH) – Ke skokům dochází i v průběhu přenosu jednoho bitu.
- Slow Hopping (SFH) – Přenese se několik bitů než dojde ke změně frekvence.

Fyzická vrstva FHSS je zkratka z oboru počítačových sítí a má k dispozici 22 modelů (skokové sekvence), definováno 79 kanálů v okolí frekvence 2,4 GHz. Každý z těchto kanálů zabírá šířku pásma 1 MHz a „přeskakuje“ minimálně 2,5krát za sekundu (ve Spojených státech), typicky 20krát. Datová zpráva je tak vysílána pomocí mnoha nosných frekvencí tzv. „hops“. Vysoké spolehlivosti je dosaženo díky tomu, že nepotvrzené tj. chybně přenesené rámce jsou znovu přenášeny s jinou nosnou frekvencí tj. v dalším hopu. Umístění více systémů v jednom místě je umožněno použitím různých sekvencí v každém systému.
FHSS umožňuje koexistenci více systémů (System Collocation) v jedné lokalitě. Teoreticky až 26, prakticky přibližně 15. FHSS má menší problémy s vícecestným šířením signálů. DSSS pracuje s vyšší modulační frekvencí, tím pádem s kratšími symboly a je tak více citlivý na různá zpoždění přijímaných signálů.
FHSS má definovaný vlastní inicializační sekvenci bitů (hlavičku – header), aby přijímač byl schopen rozpoznat použitý modulační formát a očekávanou délku datového řetězce. Tyto hlavičky jsou vždy přenášeny na rychlosti 1,6 Mb/s a obsahují pole, na základě kterého následná rychlost přenosu dat může být zvýšena na 3,2 Mb/s. Tuto technologii typicky používá izraelský Breezcom (zařízení breeznet).